# The Zoological Record
The Zoological Record, abbreviato come ZR, è un database bibliografico online della letteratura scientifica in materia di zoologia, che funge anche da registro non ufficiale dei nomi scientifici in tale disciplina.
Nacque nel 1964 come pubblicazione a stampa della Zoological Society of London, col nome di The Record of Zoological Literature, nome che nel 1870 mutò in Zoological Record. Dal 1980 al 2004, la ZR è stata pubblicata da BIOSIS, dal 2004 al 2016 da Thomson Reuters e, dal 2016 in poi, da Clarivate Analytics. La versione a stampa è cessata nel 2016.

## Storia
Nel 1864, Albert Günther e un gruppo di zoologi associati al British Museum e alla Zoological Society si riunirono per iniziare a lavorare al The Record of Zoological Literature, il cui primo volume fu pubblicato nel 1865 da John Van Voorst. Il volume trattava la letteratura zoologica pubblicata nell'anno precedente. Questo lavoro doveva essere la controparte in lingua inglese dell'indice zoologico in lingua tedesca Archiv für Naturgeschichte, ma senza i ritardi di pubblicazione dell'Archiv. Dopo la pubblicazione dei primi sei volumi, Van Voorst si ritirò come editore a causa della scarsa profittabilità dell'opera.
I zoologi fondarono quindi la Zoological Association e pubblicarono i volumi dal 7 al 22 (tra il 1870 e il 1885) con il nome di Zoological Record. Nel 1886, la Zoological Association trasferì i compiti della pubblicazione alla Zoological Society. Nel 1900 iniziò la pubblicazione di una rivista concorrente, l'International Catalogue of Scientific Literature. La sezione N del catalogo era destinata a coprire la zoologia, il che causò perdite di abbonamenti per lo Zoological Record, sebbene le recensioni affermassero che quest'ultimo fosse di qualità superiore. Tuttavia, dopo alcune trattative, lo stesso Zoological Record divenne la sezione N del catalogo. Questa disposizione finì di essere valida con l'avvento della Prima guerra mondiale.
Nel 1980, la Zoological Society of London unì le forze con BIOSIS per produrre congiuntamente lo Zoological Record. Questa coproduzione ha contribuì a eliminare il ritardo di tre anni nella pubblicazione dell'indice, istituendo per il suo aggiornamento un programma di "recupero" che fu completato nel 1988. Nel gennaio 2001, BIOSIS collaborò con Cambridge Scientific Abstracts per produrre un database correlato, Zoological Record Plus, che includeva gli abstract dal database di biologia prodotto dalla CSA. Nel febbraio 2004, Thomson ISI acquisì BIOSIS, cambiando nuovamente il produttore del The Zoological Record. A seguito della fusione di Thomson e Reuters, Zoological Record iniziò ad essere prodotto da Thomson Reuters. A partire dal 2024, è pubblicato da Clarivate Analytics solo in formato elettronico.

## Copertura
Il Zoological Record ha trattato diversi phylum (gruppi di animali) in anni diversi, e poiché i phylum sono cambiati nel tempo sia nel nome che nella classificazione, anche le sezioni che li riguardano sono cambiate.
Al 2007 sono coperti i seguenti phylum: zoologia comprensiva; protozoi; porifera e archaeocyatha; coelenterata e ctenophora; echinodermata; platyhelminthes e nematoda; annelida; conodonta e miscellanee fossili; brachiopoda; bryozoa e entoprocta; mollusca; crustacea; artiopoda; arachnida e arthropoda; insetti in generale e ordini minori; coleoptera; diptera; lepidoptera; hymenoptera; hemiptera; protochordata; pesci; anfibi; rettili; uccelli; mammalia; lista delle nuve tassonomie.

## Nomi zoologici
Non è mai esistito un unico archivio ufficiale per la registrazione dei nomi zoologici, nonostante il diffuso riconoscimento nella comunità scientifica della necessità di un database completo degli organismi viventi. Lo ZR rimane il registro non ufficiale dei nomi zoologici poiché indicizza circa il 90% della letteratura mondiale in zoologia.
Nel 1995, il Codice internazionale di nomenclatura zoologica era in fase di sviluppo per la quarta edizione riveduta (prevista per il 1999). Durante lo sviluppo, fu raccomandati un processo di "notifica internazionale" per i nuovi nomi in zoologia. Poiché lo Zoological Record indicizza circa il 90% della letteratura mondiale sulla nomenclatura zoologica, fu considerato un buon punto di partenza per tale processo di notifica. In risposta a questa esigenza, BIOSIS sviluppò l'Index to Organism Names (ION), un database gratuito e liberamente accessibile che fungeva da indice per i nomi pubblicati nello Zoological Record. Quando BIOSIS fu acquisita da Thomson Reuters, ION fu aggiornato con nomi provenienti da database aggiuntivi, come BIOSIS Previews e Biological Abstracts.
Esistono organizzazioni e database simili per la nomenclatura biologica, come il Committee on Data for Science and Technology (CODATA), il Global Biodiversity Information Facility (GBIF), Species 2000 e il Taxonomic Database Working Group (TDWG). Esistono anche progetti collaborativi basati sul web, come il Tree of Life Web Project, l'Encyclopedia of Life, il Catalogue of Life e Wikispecies.

## Disponibilità
La maggior parte dei numeri di The Zoological Record, pubblicati tra il 1870 e il 1922, sono disponibili online presso la Biodiversity Heritage Library. I numeri più recenti non sono disponibili al pubblico in formato di immagine digitalizzata.